# Бельмон (Изер)
Бельмон (фр. Belmont) — коммуна во Франции, находится в регионе Рона — Альпы. Департамент коммуны — Изер. Входит в состав кантона Гран-Лем. Округ коммуны — Ла-Тур-дю-Пен.
Код INSEE коммуны — 38038. Население коммуны на 1999 год составляло 266 человек. Населённый пункт находится на высоте от 455 до 662 метров над уровнем моря. Муниципалитет расположен на расстоянии около 440 км юго-восточнее Парижа, 55 км юго-восточнее Лиона, 45 км северо-западнее Гренобля. Мэр коммуны — M. Gérard Mathan, мандат действует на протяжении 2001—2008 гг.
Динамика населения (INSEE):